# 百目

鳥取県境港市・水木しげるロードに設置されている「百目」のブロンズ像。

百目（ひゃくめ）は、全身に無数または百個の目を有する、日本の妖怪である。

## 概要
全身に数多くの目があるとされる妖怪で、水木しげるの著書によれば、太陽の出ている昼間はまぶしいので主に夜に出歩くことが多く、人が百目に出会うと、無数の目のうち1つが飛び出し、後をついて来るとされる。また口にあたる部分も目で構成されているために口とおぼしい器官がみあたらず、何を食べたりするのかわからないという。
百目という妖怪のおおよその形態は昭和中期に創作されたものであり、当時妖怪や特撮番組記事の制作にもかかわっていた大伴昌司は、百目は水木しげるが考え出した妖怪と明言している。水木原作による特撮テレビ番組『悪魔くん』（1966年-1967年）の第1話に登場した「妖怪ガンマー（眼魔）」が雑誌などで「百目妖怪ガンマー」或いは｢百目ガンマー｣と表記され、後に水木自身の著作に「百目」として収録されたとの指摘もある。ただし、作中のガンマーの設定は「百目」とは大きく異なったもの（人や遺体の眼を奪う妖怪とされる）で、ガンマーと百目は共通デザインの別物でもある。百目に付与された解説は、水木しげるの手がけた妖怪図鑑などに民間伝承にあるというかたちで掲載されているが、民俗資料の上で出典は確認されておらず水木の創作の可能性がある。
水木しげるによって描かれ水木しげるロードのブロンズ像などにも見られるが、これは水木のオリジナルデザインではなく「百目」とされる絵画が先行して存在している。妖怪研究家の村上健司は、百目のデザインの参考となったのは「百目鬼」と称される江戸時代末期から明治時代初期にかけて描かれた絵であろうと指摘している。同図はネットー&ワグネル共著『日本のユーモア』（原題Japanischer Humor, 1910）に掲載された日本の絵画作品で、「百目」（原文「DER HUNDERTAUGIGE」――100の目を持つもの）とキャプションされており、これがガンマー・百目のデザインに活用された、かつ名称の由来になったものとみられる。『日本のユーモア』には典拠や所蔵が示されていないため関係は不詳だが、ほぼ同じ図柄の肉筆画稿「百々眼鬼」も存在する（個人蔵。画風から葛飾北斎の門弟の作と考えられている）。

## 備考
水木しげる『悪魔くん』のリメイク版漫画（1966年、1988年）やアニメ（1989年）で主人公の味方として「百目の子」が登場したほか、全身に無数の目があるというインパクトのある外見からキャラクターモチーフとして採用されることも多く、特撮作品の敵キャラクターとして登場することも多い。